# Il mistero del tempio indiano
Il mistero del tempio indiano é um filme franco/ítalo/alemão de 1963, dos gêneros aventura, drama, épico e romance, dirigido por Mario Camerini, roteirizado por Leonardo Benvenuti, Piero De Bernardi e Guy Elmes, baseado no livro de Robert Westerby, música de Angelo Francesco Lavagnino.

## Sinopse
India, fim do século 19, um médico começa a trabalhar com os nativos indianos, nesse momento seguidores da seita Kali iniciam sangrenta revolta contra os infiéis europeus.

## Lançamento em DVD
Lançado no Brasil em versão reduzida de dois filmes, sob o título: Brasil: Kali Yug, a fúria dos bárbaros   (Kali Yug, la dea della vendetta / Il mistero del tempio indiano)[carece de fontes?]

## Elenco
- Paul Guers....... Dr. Simon Palmer
- Senta Berger....... Catherine Talbot
- Lex Barker....... Major Ford
- Sergio Fantoni....... Ram Chand
- Klaus Kinski....... Saddhu
- Ian Hunter....... Robert Talbot
- I.S. Johar....... Gopal
- Claudine Auger....... Amrita
- Joachim Hansen....... Tenente Collins
- Michael Medwin....... Capitão Walsh
- Roldano Lupi....... Maharadja d'Hasnabad